# Cameron Richardson
Cameron Richardson (Baton Rouge, 11 de setembro de 1979) é uma atriz e modelo americana. Mais conhecida por atuar na série Harper's Island e nos filmes Supercross e
Alvin e os Esquilos.

## Biografia

### Vida pessoal
Nascida em Baton Rouge, Louisiana, Cameron cresceu em Nova Jérsei. Em 1997 graduou-se na Old Bridge High School, em Old Bridge. Em seguida, mudou-se para Nova Iorque para tentar a sorte na modelagem. Não demorou muito e passou a ser recomendada por agentes para uma carreira como atriz.
Cameron já foi chamada de Cam-Ossos devido ao seu físico muito magro.
Deu à luz seu filho Milo em 10 de julho de 2010. O pai é Ben Shulman, irmão da atriz Juliette Lewis.

### Carreira
Cameron iniciou sua carreira jovem, modelando e fotografando para várias publicações, como também campanhas de moda e comerciais.
Estreou na televisão no ano 2000, integrando o elenco principal da série Cover Me: Based on the True Life of an FBI Family, no papel de uma adolescente de 16 anos que se alista no FBI, a série foi encerrada depois de uma temporada com 24 episódios. Após participar de mais algumas séries e filmes, ganhou maior destaque como Claire no sucesso mundial Alvin e os Esquilos, que é baseado no desenho animado The Alvin Show.
Em 2009 interpretou Chloe Carter em Harper's Island, uma série de suspense que envolve mistério e assassinatos.

## Filmografia

### Televisão
| Ano       | Título                                            | Papel                    | Notas                                                       |
| --------- | ------------------------------------------------- | ------------------------ | ----------------------------------------------------------- |
| 2014      | The Lottery                                       | Tracy Williams           | Episódios: "Genie" e "Crystal City"                         |
| 2014      | Murder in the First                               | Hannah Harkins           | Episódios: "Who's Your Daddy" e "Suck My Alibi"             |
| 2013      | Shameless                                         | Cheryl                   | Episódios: "The American Dream" e "May I Trim Your Hedges?" |
| 2012      | CSI: Investigação Criminal                        | Emily Hartley            | Episódio: Malice in Wonderland                              |
| 2006-2011 | Entourage                                         | Garçonete / Lindsay      | 03 episódios                                                |
| 2009      | Harper's Island                                   | Chloe Carter             | 11 episódios                                                |
| 2008      | 12 Miles of Bad Road                              | Mckenna Shakespeare Hall | 06 episódios                                                |
| 2005-2006 | Point Pleasant                                    | Paula Hargrove           | 13 episódios                                                |
| 2006      | House, M.D.                                       | Alex                     | Episódio: Skin Deep                                         |
| 2003-2004 | Skin                                              | Darlene                  | 05 episódios                                                |
| 2000-2001 | Cover Me: Based on the True Life of an FBI Family | Celeste Arno             | Elenco principal                                            |

### Cinema
| Ano  | Título                               | Papel              | Notas          |
| ---- | ------------------------------------ | ------------------ | -------------- |
| 2015 | The Last Beat                        | Valerie Eason      |                |
| 2015 | Something About Her                  | Kristen            |                |
| 2015 | At Home with Mystic                  | Maggie Andersen    | Curta-metragem |
| 2015 | Get a Job                            | Tara               |                |
| 2015 | The Evil Gene                        | Dr. Dana Ehrhart   |                |
| 2014 | Cindy's New Boyfriend                | Cindy              | Curta-metragem |
| 2014 | 10.0 Earthquake                      | Emily              |                |
| 2014 | Lovesick                             | Michelle           |                |
| 2013 | The Jogger                           | Carol              |                |
| 2013 | Holy Ghost People                    | Irmã Scheila       |                |
| 2012 | Inland Empire                        | Cambone            | Telefilme      |
| 2012 | Last Call                            | Kiki               | Curta-metragem |
| 2012 | Vanished                             | Alex               | Curta-metragem |
| 2012 | Hotel Noir                           | Maureen Chapman    |                |
| 2011 | 4.2.3.                               | Eva                | Curta-metragem |
| 2011 | The Indestructible Jimmy Brown       | Alison             | Telefilme      |
| 2010 | Hard Breakers                        | Alexis Bell        |                |
| 2010 | Wreckage                             | Kate               |                |
| 2009 | Women in Trouble                     | Darby              |                |
| 2008 | Familiar Strangers                   | Erin Worthington   |                |
| 2008 | I Heart Veronica Martin              | Veronica Martin    |                |
| 2007 | Alvin e os Esquilos                  | Claire             |                |
| 2007 | Rise: Blood Hunter                   | Collette / Frannie |                |
| 2006 | If You Lived Here, You'd Be Home Now | Amy                | Telefilme      |
| 2006 | Open Water 2: Adrift                 | Michelle           |                |
| 2005 | Supercross                           | Piper Cole         |                |
| 2005 | The Good Humor Man                   | Wendy              |                |
| 2003 | National Lampoon Presents Dorm Daze  | Adrienne           |                |
| 2003 | After School Special                 | Rachael Unger      |                |
| 2002 | Frank McKlusky, C.I.                 | Sharon Webber      |                |